# Genatikatte, Sandur
Genatikatte là một làng thuộc tehsil Sandur, huyện Bellary, bang Karnataka, Ấn Độ.